# تجويف الأنبوب

مقطع عرضي للقناة الهضمية. واللمعة (تجويف العضو الأنبوبي) هي الحيز الذي يوجد في الوسط.

اللُمعة أو جوف الأنبوب أو تجويف الأنبوب أو تجويف عضو أنبوبي أو تجويف الأنبوبة (وتعني باللاتينية lūmen فتحة أو تجويف لعضو أو ضوء) (وجمعها لُمعات) في علم الأحياء هي الفراغ الداخلي لهيكل أنبوبي مثل الشريان أو الأمعاء. وعلى حسب الامتداد المُتصل بالكلمة، فإن معناها يمكن أن يشير إلى الفضاء الداخلي لأي مكون خلوي كما في بنية الشبكة الإندوبلازمية .

## أمثلة على تجاويف الأعضاء
- الجزء الداخلي للوعاء الدموي مثل الفراغ الوسطي الموجود في الشريان أو الوريد الذي يتدفق الدم من خلاله.
- الجزء الداخلي للقناة الهضمية [7]
- مسالك القصبة الهوائية في الرئتين
- الجزء الداخلي للأنابيب الكلوية والقنوات البولية الجامعة
- مسارات القناة التناسلية الأنثوية التي تبدأ من المسار الوحيد للمهبل الذي ينقسم إلى تجويفين داخل الرحم يستمر كل منهما من خلال قناتي فالوب
- داخل الخلية، تكون اللُمعة هي فراغ الغشاء الداخلي للثيلاكويدات أو الشبكة الإندوبلازمية أو جهاز جولجي أو الأجسام الحالة أو الميتوكندريا أو الأنيبيب.

## العمليات الجراحية عبر تجاويف الأعضاء
العمليات الجراحية عبر التجاويف هي عمليات يتم إجراؤها من خلال تجويف العضو، كما في:
- جراحة المناظير عبر تجويف الفتحة الطبيعية في تجاويف المعدة أو المهبل أو المثانة أو القولون.
- رأْبُ الوعاء عَبر التجويف مِن خِلال الجِلد في تجاويف الأوعية الدموية.